# Edward W. Hardy
Pour les articles homonymes, voir Edward Hardy et Hardy.
Edward W. Hardy (né le 12 janvier 1992) est un compositeur, directeur musical, violoniste et altiste américain.